# José Luis Méndez López
José Luis Méndez López (La Coruña, 1945) es un directivo español. Fue director general de Caixa Galicia y presidente de la Fundación Caixa Galicia. 

## Formación
José Luis Méndez realizó sus estudios primarios en el Colegio del Ángel de La Coruña. Posteriormente pasó a la Escuela de Comercio de esta ciudad, en la que cursó los estudios de Profesor mercantil (1960-1963). Más tarde cursó la carrera de Económicas y Empresariales en la Universidad Complutense de Madrid, donde se licenció en 1967 y realizó posteriormente el doctorado.
Durante algunos años se dedicó a tareas docentes, como profesor ayudante de Hacienda Pública en la Universidad Complutense de Madrid y de Teoría Económica en la Universidad de Santiago de Compostela, concretamente en el Colegio Universitario de La Coruña y en la Escuela de Estudios Empresariales.

## Trayectoria
Comenzó su trayectoria profesional en el mundo de la Banca en el Departamento de Inversiones del Banco del Noroeste, entidad integrada en el grupo Rumasa. En 1977 es nombrado director general de la Caja General de Ahorros de Ferrol. En este cargo permaneció seis meses, pues en 1978 se produjo la fusión de esta caja con la Caja de Ahorros de La Coruña y Lugo, naciendo así la Caja de Ahorros de Galicia, de la que fue nombrado director adjunto. En 1981 el Consejo de Administración de Caixa Galicia le nombra director general.
José Luis Méndez fue presidente de la Corporación Caixa Galicia y de Ahorro Corporación. Fue vicepresidente de Caser y de Unión Fenosa, y consejero de varias sociedades, como Pescanova, Sacyr y Ence, todas ellas participadas por Caixa Galicia.
El 16 de septiembre de 2010 se jubila al cumplir 65 años, cinco antes de lo que obligatoriamente le imponían los estatutos de la entidad. De esa misma cita sale blindado, pese a la situación de la entidad, con un contrato que le garantizaba la presidencia de la Fundación Caixa Galicia y con varios privilegios como chófer y secretaria, además de una indemnización equivalente a tres años de dietas en las participadas en las que estaba en caso de que fuera apartado de ellas antes de cumplir los 70. Ello se suma a los 16,5 millones de euros que percibe en concepto de jubilación. Además, pretendía percibir otros 11 millones por dejar el cargo cinco años antes de lo que podía, aunque el Banco de España sólo le permitió acceder a alrededor de dos millones de euros de ese plus adicional.
En diciembre de 2010 se produce la fusión, forzada por el presidente de la Junta de Galicia, Alberto Núñez Feijóo, de Caixa Galicia con Caixanova, dando lugar a Novacaixagalicia. Al realizarse dicha fusión, Méndez es apartado de su puesto en el consejo de administración por el Banco de España debido su mala gestión al frente de la entidad que dirigía, que se encontraba en quiebra técnica. La inviabilidad financiera de Caixa Galicia, derivada de la deficiente gestión de Méndez, provoca que el Estado tenga que intervenir la entidad resultante a través del FROB, inyectando 2.500 millones de euros y quedándose con el 93% del capital.
En junio de 2012 la Audiencia Nacional desestima una querella contra José Luis Méndez y a dos de sus hijos, ambos exdirectivos de Caixa Galicia, por "delitos societarios, falsedad, estafa, fraude de emisiones e información privilegiada", si bien reconoce que se produjo una "mala gestión" en Caixa Galicia, entiende que "no llega a la órbita penal".

En marzo de 2013 Ayuntamiento de La Coruña aprueba el informe en el que se daba luz verde al expediente de retirada del título de Hijo Predilecto de La Coruña, a causa de "la comercialización de participaciones preferentes, las pensiones millonarias de los directivos, el elevado endeudamiento de la entidad y su sobreexposición al ladrillo, que habrían ocasionado daño a la capacidad financiera de Galicia y la pérdida de empleo de miles de trabajadores"
, ante lo cual, José Luis Méndez renuncia al título.

## Escándalo de las prejubilaciones millonarias
(Artículo principal: Nacionalización de Novacaixagalicia (septiembre de 2011))